# Estancia
Estancia é um município de  primeira classe de renda municipal (d) na província Iloilo, nas Filipinas. De acordo com o censo de 1 de maio  de  2020 possui uma população de 53 200 pessoas e 13 282 domicílios.